# Almopia
Almopia (griechisch Αλμωπία (f. sg.), slawisch Meglen, osmanisch Karacaova) ist eine historische Landschaft in Griechenland an der Grenze zu Nordmazedonien, war bis zur Gemeindereform 1997 als Provinz Almopia (griechisch Eparchia Almopias) Teil der Präfektur Pella und ist seit 2011 eine Gemeinde im Nordwesten der Region Zentralmakedonien. Almopia war zwischen 1910 und 1930 durch die Folgen der Balkankriege und des Griechisch-Türkischen Krieges von einem fundamentalen Bevölkerungswechsel betroffen; die heutigen Einwohner sind Griechen größtenteils Nachfahren von Flüchtlingen (insbesondere Pontier sowie Kappadokier, Kaukasier, Thrakier und türkischsprachige Kleinasiaten) aus dem Gebiet der heutigen Türkei und seit dem Mittelalter hier ansässigen Slawen und slawischsprachige griechischen Makedoniern, während alle nicht griechisch-orthodoxen Bewohner die Provinz nach Bulgarien und in die Türkei verlassen mussten. Bis heute gehört der Nordosten Almopias außerdem zum Hauptsiedlungsgebiet der Meglenorumänen, einer balkanromanischen Minderheit in Griechenland.
Die bis dato dreißig Gemeinden der Provinz Almopia wurden 1997 zu den beiden Gemeinden Aridea und Exaplatanos zusammengefasst. Mit der Verwaltungsreform 2010 wurde aus diesen beiden Gemeinden die Gemeinde Almopia gebildet, die ihren Verwaltungssitz seither in der Kleinstadt Aridea hat.

## Toponyme und Etymologie
Almopia (altgriechisch Ἀλμωπία Almōpia) ist die antike griechische Bezeichnung eines Distrikts des antiken Makedonien, dessen Einwohner als Almōpes (Ἀλμῶπες) bezeichnet wurden und deren Name auf einen mythischen Riesen Almops, Sohn des Poseidon und der Helle zurückgeführt wurde, dem nachgesagt wurde, dass er in dieser Gegend hauste. Ptolemäus erwähnt drei Städte in diesem Gebiet, nämlich Horma (Ὅρμα), Eurōpos (Εὔρωπος) und Apsalos (Ἄψαλος). Das heutige Gebiet der Gemeinde, das im Mittelalter den slawischen Namen Meglen (‚Nebel‘ mazedonisch Меглен, bulgarisch Мъглен, altgriechisch Μογλενά Moglena) erhielt, wird als das antike Almopia verortet. In frühbyzantinischer Zeit erhielt das Gebiet nach einer gleichnamigen Befestigung mutmaßlich in der Nähe Notias den griechischen Namen Enotia (Ἐνωτία), der auch von 1915 bis 1927 für die Provinz benutzt wurde. Der türkische Name der Gegend war Karacaova (‚Schwarztal‘, griechisch Καρατζόβα Karatzova).

## Geographie
Almopia weist topographisch, geologisch, verkehrstechnisch und klimatisch einige Besonderheiten auf, die es von der Umgebung deutlich abgrenzen.

### Geographische Lage und Topographie

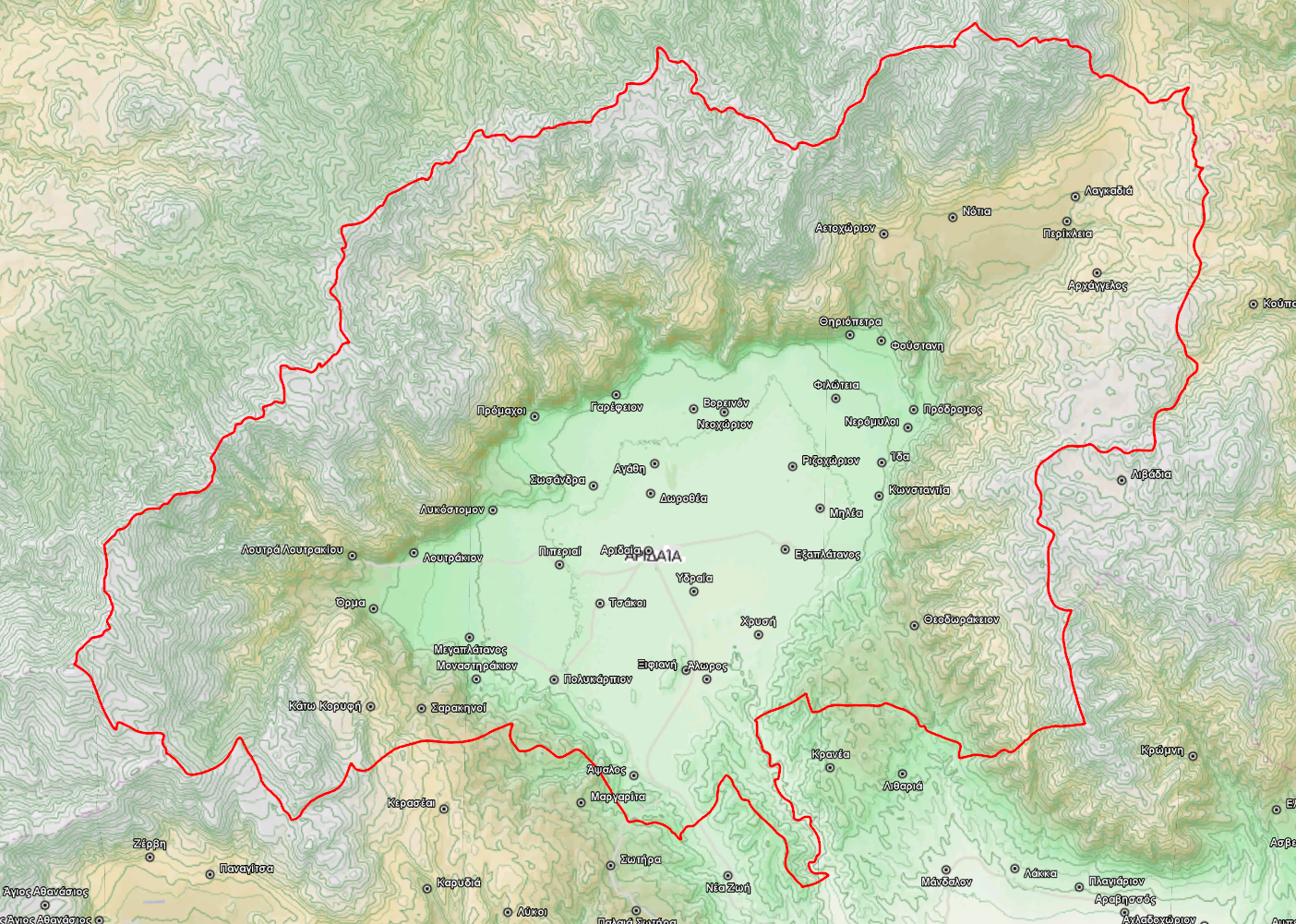
Topografische Karte Almopias

Almopia liegt im Nordwesten der griechischen Region Zentralmakedonien und bedeckt die Ebene von Aridea, die auf etwa 100–200 m Seehöhe liegt, sowie die Hänge der umliegenden Gebirge, die das Gemeindegebiet fast vollständig umschließen. Das Voras-Gebirge grenzt die Gemeinde vom südlich angrenzenden Edessa und westlich vom westmakedonischen Florina ab, im Westen und Norden bildet es die Staatsgrenze zu Nordmazedonien. Westlichster und höchster Punkt des Gebiets ist der gleichnamige Hauptgipfel des Voras (2524 m, auch Kaimaktsalan), dritthöchster Gipfel Griechenlands, der hier ein ‚Dreiländereck‘ zwischen West-, Zentralmakedonien und der Republik Nordmazedonien markiert. Im Norden findet der Voras mit dem Pinovo-Massiv (2156 m), das weitgehend auf dem Gemeindeterritorium liegt, seinen Abschluss. Etwas weiter nordöstlich folgt das Tzena- oder Kožuf-Massiv, das mit dem Tzena (2182 m) einen weiteren Zweitausender-Gipfel auf dem Gemeindegebiet aufweist. Nach Osten erhebt sich das Massiv des Paiko zwischen dem Skra (1097 m) nördlich und dem Meterizi (1598 m), der den südlichen Abschluss bildet. Es markiert nach Osten die Grenze zur Gemeinde Peonia und trennt im Südosten Almopia vom Gebiet der Gemeinde Pella.
Im Süden verbindet mittelgebirgsähnliches Hügelland die südlichen Ausläufer des Voras und des Paiko, hier grenzt die Gemeinde Skydra an Almopia. Die Ebene von Aridea wird durch den Fluss Moglenitsas oder Almopeos (slawisch Belica) entwässert. Sein Durchbruch in die zentralmakedonische Tiefebene markiert an der Grenze zu Skydra bei knapp 50 m Höhe den südlichsten und tiefsten Punkt des Gemeindegebiets. Eine Straßenverbindung führt vier Kilometer weiter westlich über den Apsalos-Pass in 145 m Höhe nach Süden in die Ebene. Früher mündete der Moglenitsas in den Giannitsa-See und verließ ihn als Loudias, daher trug er auch den Namen Ano Loudias (‚Ober-Loudias‘). Durch die Trockenlegung des Sees ist er zu einem Nebenfluss des Aliakmonas geworden.
Zahlreiche Bergbäche bilden die Quellflüsse des Moglenitsas und bewässern das Kulturland der Ebene. Von Norden ergießt sich der Koziakas (Κόζιακας), der am gleichnamigen Gipfel entspringt, in die Ebene, aus Nordosten vom Sattel zwischen Tzena und Skra kommt der Golemas (Γκολέμας), der um Notia eine vom Becken Arideas separierte kleine Ebene (griechisch Οροπέδιο της άνω Αλμωπίας ‚Hochebene von Ober-Almopia‘) durchfließt, die wie jene landwirtschaftlich bebaut ist. Aus dem Pinovo-Massiv kommend mündet der Xiropotamos in den Golemas.
Westlich fließt dem Moglenitsas die Toplitsa (Τόπλιτσα) oder der Thermopotamos zu. Als Rema Nikolaou entspringt dieser Fluss am Kresna im Voras-Massiv, durchfließt eine enge Schlucht und nimmt bei Loutra Loutrakiou die Wasser von Thermalquellen auf, die mit ihrem metallreichen Wasser zu Heilzwecken genutzt werden und die Toponymie der Gegend (slawisch Toplica und griechisch Thermopotamos bedeutet ‚warmer Fluss‘, Loutra ‚Bäder‘) bestimmt hat. Südlich der Toplitsa kommt von der Südflanke des Kaimaktsalan der Aspropotamos, der bei Ydrea in den Moglenitsas mündet.

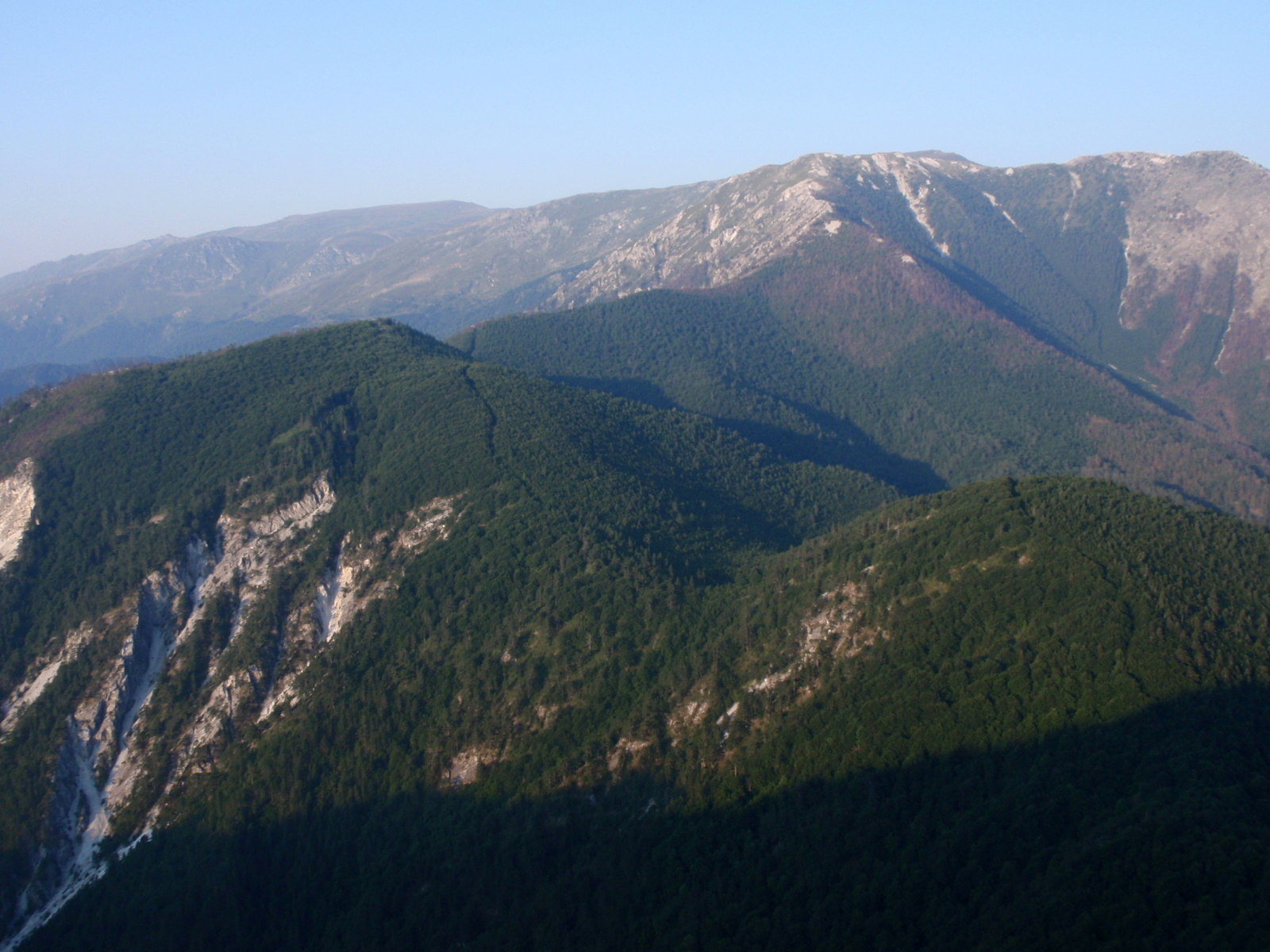
Der Hauptkamm des Voras bildet die Grenze zur Republik Mazedonien
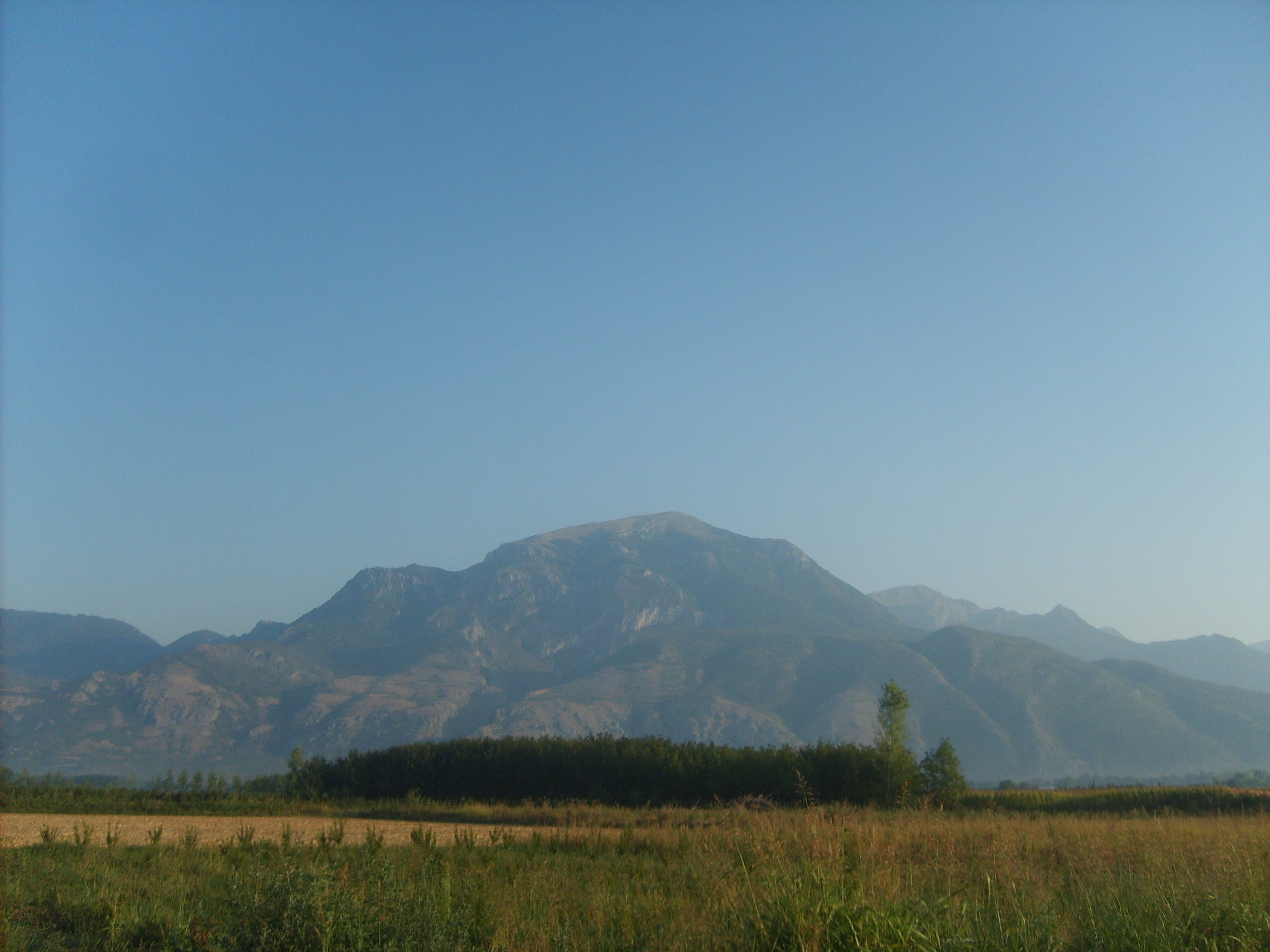
Der Pinovo über der Ebene von Aridea
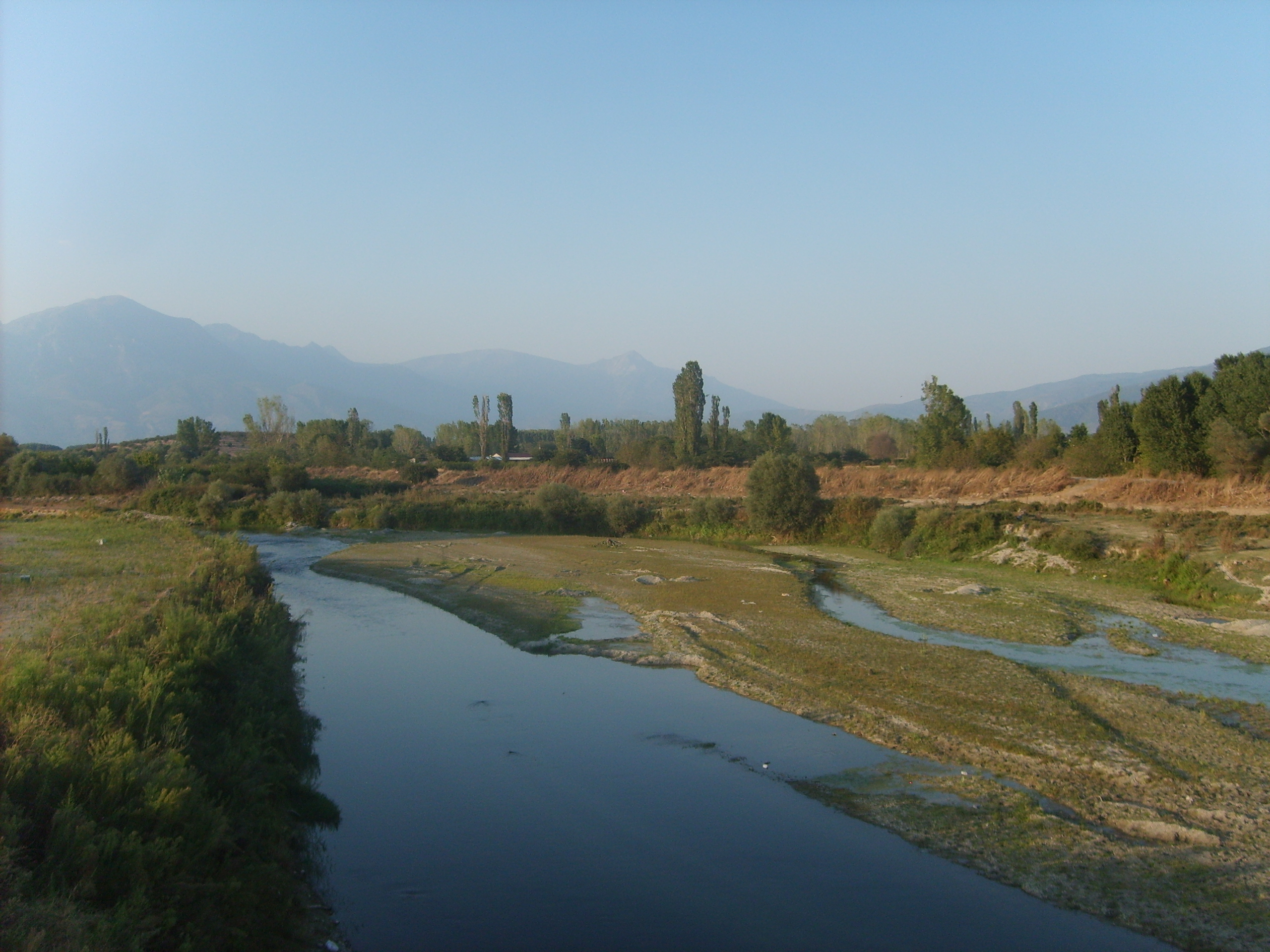
Der Moglenitsas bei Chrysi im Sommer
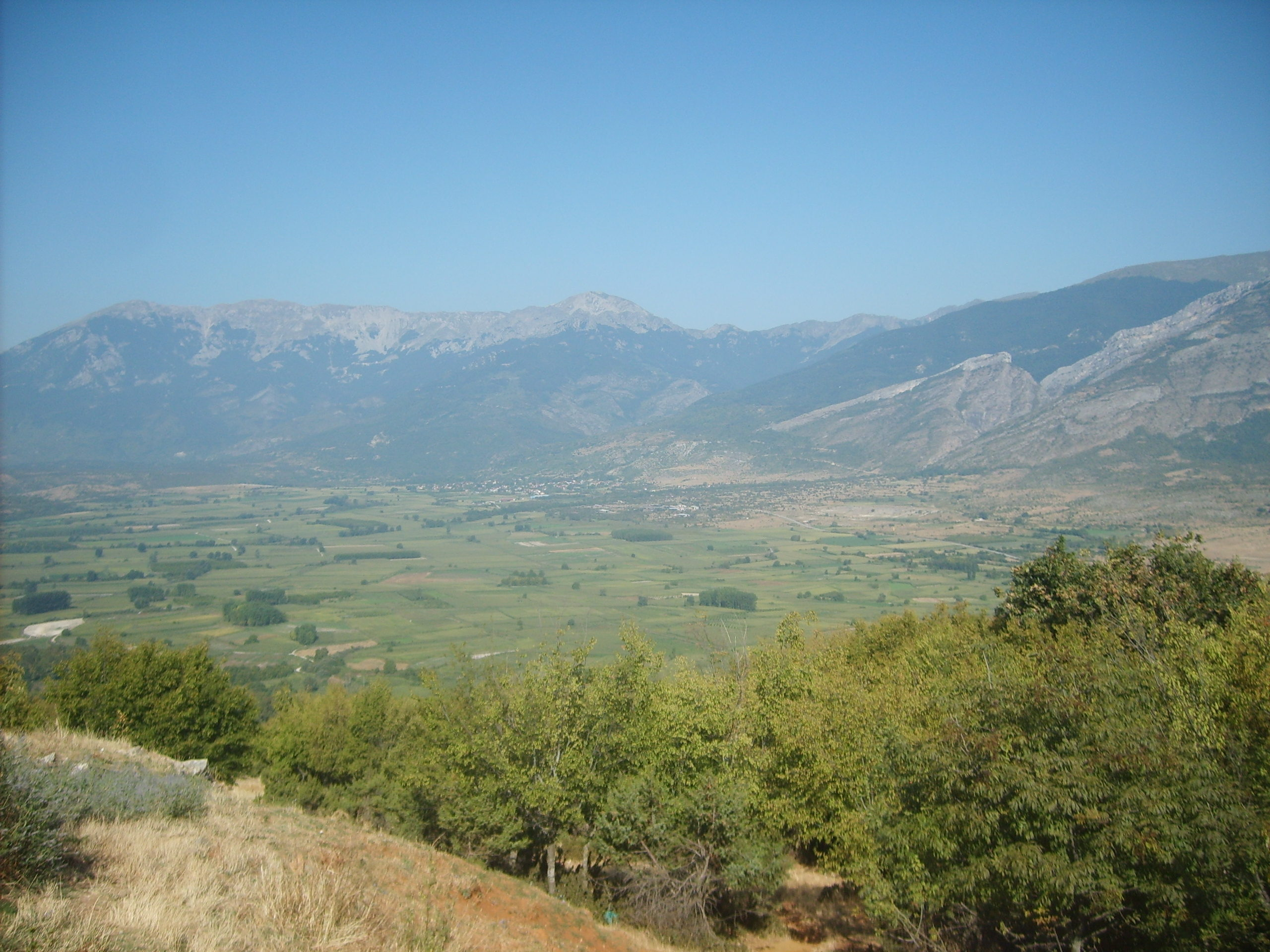
Das Becken von Ano Almopia mit dem Dorf Notia

### Klima

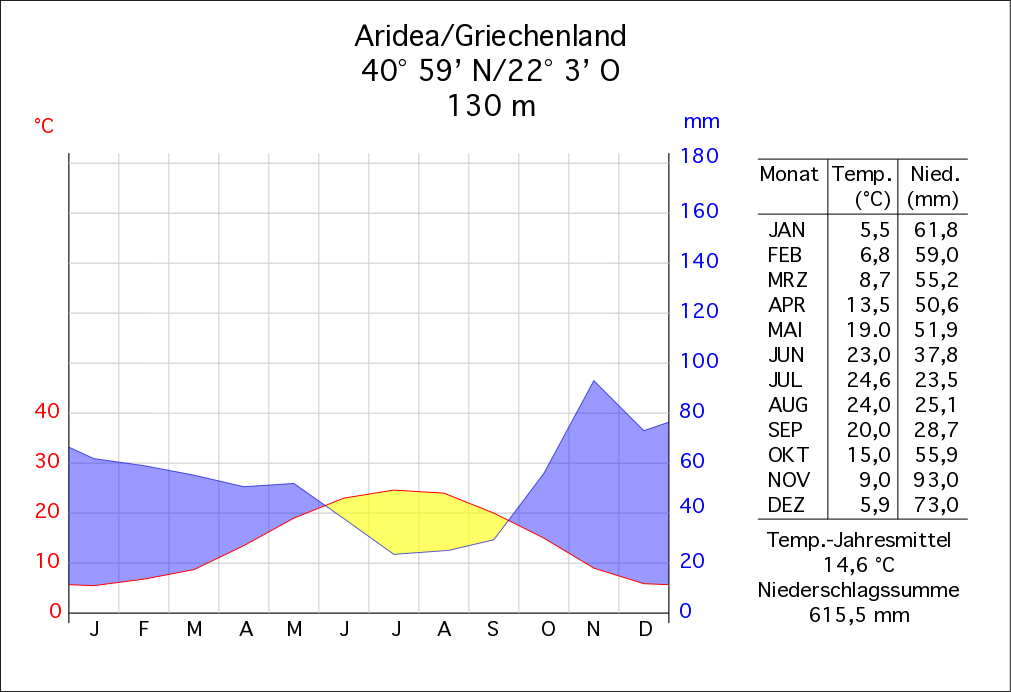
Durchschnittstemperatur und Niederschläge in Aridea

In Almopia herrscht ein warmgemäßigtes Kontinentalklima mit relativ trockenen, warmen Sommern und kühlen, niederschlagsreichen Wintern. Bei der Wetterstation in Aridea wurden von 1983 bis 1992 von November bis März durchschnittlich 5,3 Tage Schneefall gemessen, während am Voras ab einer Seehöhe über 1000 Metern eine Schneedecke von über 50 cm keine Seltenheit ist. In der Ebene trat an durchschnittlich 181 Tagen im Jahr Nebel auf, in Frühling und Herbst tendenziell etwas häufiger als in den übrigen Jahreszeiten. Ober-Almopia ist dabei deutlich kühler als die Ebene von Aridea, das frische Klima der Gegend galt traditionell als gesund. Die Abschottung durch Berge in alle Himmelsrichtungen trennt das Becken klimamäßig außerdem von den umliegenden Landschaften und der makedonischen Tiefebene. Der Karatzovitis, ein charakteristischer kalt-trockener Fallwind vom Grat des Voras, kann das ganze Jahr über auftreten, sorgt aber vor allem zur Winterzeit häufig für heftige, bitterkalte Böen in der Ebene. Aus dem Trichter Almopia weht er südlich bis weit in die makedonische Tiefebene in das übrige Gebiet Pellas und nach Imathia hinein. Andererseits erreichen im übrigen Griechenland vorherrschende Südwinde die Ebene von Aridea fast nie.

## Verwaltungsgliederung
Almopia setzt sich aus zwei Gemeindebezirken zusammen, die den Gebieten der ehemaligen Gemeinden Aridea und Exaplatanos entsprechen. Die 30 älteren, kleinen Gemeinden bilden den Stadtbezirk Aridea und 29 Ortsgemeinschaften, die eigene lokale Vertretungen wählen. Die Einwohnerzahlen stammen aus dem Ergebnis der Volkszählung von 2011.

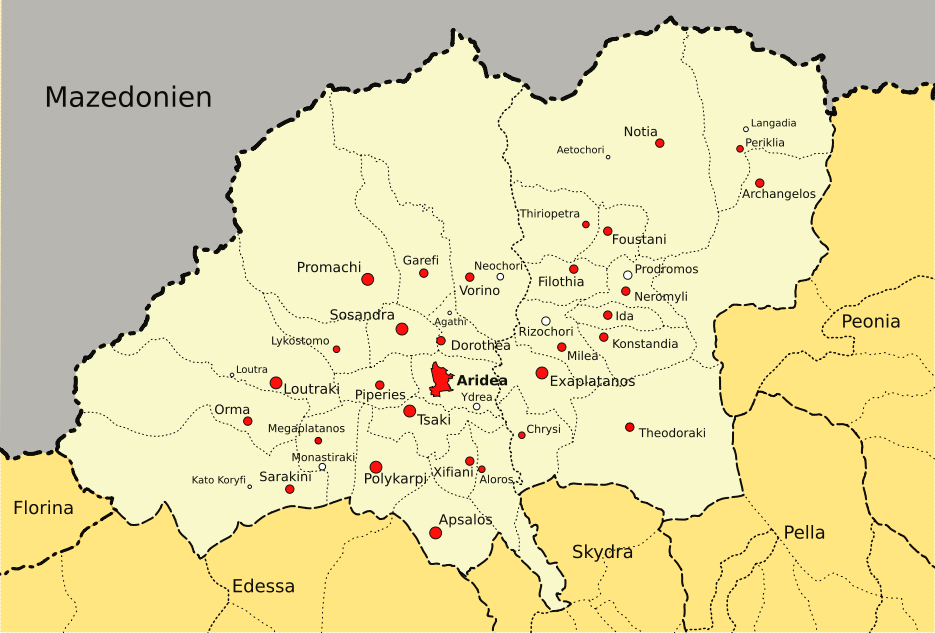
Verwaltungsgliederung Almopias

- Gemeindebezirk Aridea – Δημοτική Ενότητα Αριδαίας – 20.313 Einwohner.
  - Stadtbezirk Aridea – Δημοτική Κοινότητα Αριδαίας – 7.057
    - Aridea – Αριδαία – 6.561
    - Ydrea – Υδραία – 496

  - Ortsgemeinschaft Aloros – Τοπική Κοινότητα Αλώρου (Άλωρος) – 417
  - Ortsgemeinschaft Apsalos – Τοπική Κοινότητα Αψάλου (Άψαλος) – 1.121
  - Ortsgemeinschaft Dorothea – Τοπική Κοινότητα Δωροθέας – 596
    - Agathi – Αγάθη – 32
    - Dorothea – Δωροθέα – 564

  - Ortsgemeinschaft Garefi – Τοπική Κοινότητα Γαρεφείου (Γαρέφι) – 663
  - Ortsgemeinschaft Loutraki – Τοπική Κοινότητα Λουτρακίου – 1.146
    - Loutra Loutrakiou – Λουτρά Λουτρακίου – unbewohnt
    - Loutraki – Λουτράκι – 1.146

  - Ortsgemeinschaft Lykostomo – Τοπική Κοινότητα Λυκοστόμου (Λυκόστομο) – 403
  - Ortsgemeinschaft Megaplatanos – Τοπική Κοινότητα Μεγαπλατάνου – 542
    - Megaplatanos – Μεγαπλάτανος – 378
    - Monastiraki – Μοναστηράκι – 164

  - Ortsgemeinschaft Orma – Τοπική Κοινότητα Όρμης (Όρμα) – 641
  - Ortsgemeinschaft Piperies – Τοπική Κοινότητα Πιπεριών (Πιπεριές) – 558
  - Ortsgemeinschaft Polykarpi – Τοπική Κοινότητα Πολυκαρπίου (Πολυκάρπι) – 1.049
  - Ortsgemeinschaft Promachi – Τοπική Κοινότητα Προμάχων (Πρόμαχοι) – 1.740
  - Ortsgemeinschaft Sarakini – Τοπική Κοινότητα Σαρακηνών – 413
    - Kato Koryfi – Κάτω Κορυφή – 62
    - Sarakini – Σαρακηνοί – 351

  - Ortsgemeinschaft Sosandra – Τοπική Κοινότητα Σωσάνδρας (Σωσάνδρα) – 1.078
  - Ortsgemeinschaft Tsaki – Τοπική Κοινότητα Τσάκων (Τσάκοι) – 961
  - Ortsgemeinschaft Vorino – Τοπική Κοινότητα Βορεινού 1.161
    - Neochori – Νεοχώρι – 395
    - Vorino – Βορεινό – 766

  - Ortsgemeinschaft Xifiani – Τοπική Κοινότητα Ξιφιανής (Ξιφιανή) – 767
- Gemeindebezirk Exaplatanos – Δημοτική Ενότητα Εξαπλατάνου – 7.243
  - Ortsgemeinschaft Archangelos – Τοπική Κοινότητα Αρχαγγέλου (Αρχάγγελος) – 623
  - Ortsgemeinschaft Chrysi – Τοπική Κοινότητα Χρυσής (Χρυσή) – 281
  - Ortsgemeinschaft Exaplatanos – Τοπική Κοινότητα Εξαπλατάνου (Εξαπλάτανος) – 1.292
  - Ortsgemeinschaft Filotia – Τοπική Κοινότητα Φιλωτείας (Φιλώτεια) – 543
  - Ortsgemeinschaft Foustani – Τοπική Κοινότητα Φούστανης (Φούστανη) – 454
  - Ortsgemeinschaft Ida – Τοπική Κοινότητα Ίδας (Ίδα) – 639
  - Ortsgemeinschaft Konstandia – Τοπική Κοινότητα Κωνσταντίας (Κωνσταντία) – 570
  - Ortsgemeinschaft Milea – Τοπική Κοινότητα Μηλέας – 1.001
    - Milea – Μηλέα – 558
    - Rizochori – Ριζοχώρι – 443

  - Ortsgemeinschaft Neromyli – Τοπική Κοινότητα Νερομύλων – 166
    - Neromyli – Νερόμυλοι – 78
    - Prodromos – Πρόδρομος – 88

  - Ortsgemeinschaft Notia – Τοπική Κοινότητα Νοτίας – 334
    - Notia – Νότια – 309
    - Aetochori – Αετοχώρι – 25

  - Ortsgemeinschaft Periklia – Τοπική Κοινότητα Περικλείας – 423
    - Periklia – Περίκλεια – 341
    - Langadia – Λαγκαδιά – 82

  - Ortsgemeinschaft Theodoraki – Τοπική Κοινότητα Θεοδωρακείου (Θεοδωράκι) – 583
  - Ortsgemeinschaft Thiriopetra – Τοπική Κοινότητα Θηριοπέτρας (Θηριόπετρα) – 334

## Politik
Zum Bürgermeister der neuen Gemeinde wurde bei den Kommunalwahlen 2010 Dimitrios Pasois (PASOK) gewählt, dessen Liste 16 der 25 Sitze im Gemeinderat errang. Zwei nicht parteigebundene Wahllisten erreichten sieben und vier Sitze.

## Verkehr
Von 1916 bis 1836 wurde in Almopia die 42,5 km lange Karatzova-Decauville-Bahn betrieben, die über Apsalos bis Aridea und Orma führte.